# Патриція Босворт
Патриція Босворт (англ. Patricia Bosworth, при народженні Патриція Крум, англ. Patricia Crum; 24 квітня 1933, Окленд, Каліфорнія — 2 квітня 2020, Нью-Йорк) — американська журналістка, письменниця та акторка.

## Життєпис
Народилась 24 квітня 1933 року в місті Окленд, Каліфорнія, в родині відомого адвоката Бартлі Крума (1900—1959) та письменниці Анни Гертруди Босворт. Пізніше народився брат — Бартлі Крум-молодший. Батько був одним з шести адвокатів, які захищали Голлівудську десятку за часів Червоної загрози 1947 року, через що постраждала його кар'єра, тож родина 1948 року була вимушена перебратися до Нью-Йорка. У 13 років Патриція вирішила стати акторкою й узяла як псевдонім дошлюбне прізвище матері. Вчилася у Міжнародній школі в Женеві (Швейцарія), а потім у Коледжі мистецтв Сари Лоуренс, який закінчила 1955 року.
Під час навчання працювала як модель на зйомках у Алана та Діани Арбус для реклами автобусного перевізника «Грейхаунд». Пізніше вчилася в Акторській студії на Мангеттені під керівництвом Лі Страсберга. Почала грати на Бродвеї, виконувала роль Лаури Вінгфілд у «Скляному звіринці» Теннессі Вільямса, де її партнеркою була Гелен Гейс, яка грала Аманду. Знімалася також на телебаченні та в кіно, — найвідоміша її роль — сестра Сімон у фільмі «Історія черниці» (1959) Фреда Циннеманна з Одрі Хепберн у головній ролі.
З середини 1960-х років, після завершення акторської кар'єри, Босворт почала працювати журналісткою. Успіх принесли публікації у «New York magazine» та «New York Times». Працювала редакторкою в різних виданнях, в тім числі й «Harper's Bazaar» у 1972—1974 роках. У 1984—1991 роках — помічницею редактора у «Vanity Fair». Із 1993 по 1995 роки — на посаді редакторки жіночого журналу «Mirabella».
Є авторкою низки біографій — Монтгомері Кліфта (1978), Діани Арбус (1984), Марлона Брандо (2000) та Джейн Фонда (2011). 2006 року за її біографічним романом про Діану Арбус було відзнято фільм «Хутро» з Ніколь Кідман та Робертом Дауні-молодшим у головних ролях.
Також Босворт видала дві автобіографічні книги — «Усе, чого бажає твоє серденько» (1997) та «Люди у моєму житті: Любов та мистецтво у 1950-х на Мангеттені» (2017), у яких вона згадує свою родину, як пережила спочатку самогубство брата, а потім і батька, розповідає про свою акторську кар'єру, перехід до журналістики, а також про обидва свої шлюби. 1966 року вступила у шлюб з письменником та драматургом Мелом Аррігі, з яким вони були разом до його смерті 17 вересня 1986 року. 2000 року її другим чоловіком став фотограф та театральний режисер Том Палумбо. 2008 року Босворт овдовіла.
Патриція Босворт померла 2 квітня 2020 року в лікарні «Маунт-Сінай» у Нью-Йорку в 86-річному віці від ускладнень, викликаних коронавірусним захворюванням  COVID-19.